# Дипломатически мисии на Сърбия
Сърбия има значителен брой дипломатически мисии в чужбина. Дълго време те са развивали връзките на Югославия със Запада в допълнение към историческите връзки с Източна Европа и страните от Движението на необвързаните страни.
Сърбия наследява дипломатическите средства, принадлежали на бивша Югославия. След 2001 г. посолствата във Венецуела, Виетнам, Гана, Гвинея, ДР Конго, Зимбабве, КНДР, Колумбия, Ливан, Монголия, Пакистан, Тайланд и Чили са затворени заради финансови или други причини. През юни 2008 г. Правителството на Сърбия решава да затвори консулствата в Бари, Грац и Малмьо.
По-късно министърът на външните работи Вук Йеремич предлага план за отварянето на генерално консулство в Книн (Хърватия), а също и посолство в Куала Лампур (Малайзия). Предлага още някои дипломатически представителства да бъдат затворени, като същевременно бъдат отворени нови във Венецуела, Казахстан, САЩ (Лос Анджелис), Пакистан и ОАЕ. Планира се построяване на ново посолство във Вашнгтон и реконструкция на съществуващи сгради в Париж, Найроби и Брюксел. Заради икономическата криза към края на 2008 г. плановете за разширяване са преразгледани.
През януари 2009 г. правителството на Сърбия предлага отварянето на търговски дипломатически представителства – в Русия, Германия, Италия, Франция, Австрия, Великобритания, Гърция, Словения, Босна и Херцеговина, Хърватия, Черна гора, Северна Македония, Китай, САЩ, Чехия, Словакия, Унгария, Румъния, България, Украйна, Швейцария, Турция, Индия и Южна Корея. Правителството предлага още изпращане на полицейски аташета.
През април 2009 г. Министерството на външните работи на Република Сърбия предлага регионално разширение, като би отворило консулства в Биело поле, Никшич и Херцег Нови в Черна гора, и преместването на консулството от Риека в Книн в Хърватия. 
На 30 ноември 2006 г. сръбското правителство сключва Споразумение между Република Черна гора и Република Сърбия за консулска защита и предоставянето на услуги за черногорските граждани. Според него Р. Сърбия чрез своите дипломатически и консулски мисии предоставя нужните услуги за черногорските граждани в държави, в които Черна гора няма все още свое дипломатическо представителство.
| | Европа |                                                                                              |
| Държава | Дипломатическо представителство | Ръководител                                                                                  |
| Албания | - Тирана (посолство) | Миролюб Зарич                                                                                |
| Австрия | - Виена (посолство) - Залцбург (генерално консулство) | Драган Великич Зоран Йеремич                                                                 |
| Беларус | - Минск (посолство) | Сречко Джукич                                                                                |
| Белгия, и за Люксембург | - Брюксел (посолство) | Радомир Диклич                                                                               |
| Босна и Херцеговина | - Сараево (посолство) - Баня Лука (генерално консулство) | Груйца Спасович Ядранка Дераич                                                               |
| България | - София (посолство) | Данило Вучетич                                                                               |
| Хърватия | - Загреб (посолство) - Риека (генерално консулство) - Вуковар (генерално консулство) | Радижой Цветичанин Мира Йегдич Бояна Ристич                                                  |
| Кипър | - Никозия (посолство) | Мирко Йелич                                                                                  |
| Чехия | - Прага (посолство) | Владимир Верес                                                                               |
| Дания | - Копенхаген (посолство) | Вида Огненович                                                                               |
| Финландия, и за Естония | - Хелзинки (посолство) | Вера Маврич                                                                                  |
| Франция | - Париж (посолство) - Лион (генерално консулство) - Страсбург (генерално консулство) | Душан Батакович Милош Ушчебърка Младен Мийович                                               |
| Германия | - Берлин (посолство) - Дюселдорф (генерално консулство) - Франкфурт на Майн (генерално консулство) - Хамбург (генерално консулство) - Мюнхен (генерално консулство) - Щутгарт (генерално консулство) | Иво Васкович Владо Любойевич Райко Коларов Спасойе Миличевич Наташа Рашевич Добривойе Вуйчич |
| Гърция, и за Армения | - Атина (посолство) - Солун (генерално консулство) | Драган Жупаневач Милан Димитриевич                                                           |
| Ватикан | - Ватикана (посолство) | Владета Янкович                                                                              |
| Унгария | - Будапеща (посолство) | Раде Дробац                                                                                  |
| Италия, и за Малта и Сан Марино | - Рим (посолство) - Милано (генерално консулство) - Триест (генерално консулство) | Владета Янкович Ивана Пейович Владимир Николич                                               |
| Северна Македония | - Скопие (посолство) | Зоран Попович                                                                                |
| Черна гора | - Подгорица (посолство) | Зоран Лутовач                                                                                |
| Нидерландия | - Хага (посолство) | Чедомир Радойкович                                                                           |
| Норвегия | - Осло (посолство) | Владислав Младенович                                                                         |
| Полша, и за Литва | - Варшава (посолство) | Радойко Богойевич                                                                            |
| Португалия | - Лисабон (посолство) | Душко Лопандич                                                                               |
| Румъния | - Букурещ (посолство) - Тимишоара (генерално консулство) | Душан Църногорчевич Драгомир Раденкович                                                      |
| Русия, и за Грузия, Казахстан, Киргизстан, Таджикистан, Туркменистан и Узбекистан                                                                     | - Москва (посолство) | Йелица Куряк                                                                                 |
| Словакия | - Братислава (посолство) | Данко Прокич                                                                                 |
| Словения | - Любляна (посолство) | Предраг Филипов                                                                              |
| Испания, и за Андора | - Мадрид (посолство) | Йела Бачович                                                                                 |
| Швеция, и за Исландия и Латвия | - Стокхолм (посолство) | Нинослав Стоядинович                                                                         |
| Швейцария | - Берн (посолство) - Цюрих (генерално консулство) | Милан Ст. Протич Петър Бабич                                                                 |
| Украйна, и за Молдова | - Киев (посолство) | Горан Алексич                                                                                |
| Великобритания, и за Ирландия | - Лондон (посолство) | Йелица Куряк                                                                                 |
| | Северна Америка |                                                                                              |
| Държава | Дипломатическо представителство | Ръководител                                                                                  |
| Канада | - Отава (посолство) - Торонто (генерално консулство) | Джордже Циклован Драган Църкович                                                             |
| Куба, и за Доминиканската република, Хаити и Ямайка                                                                                                   | - Хавана (посолство) | Милена Лукович-Йованович                                                                     |
| Мексико, и за Бахамските острови, Барбадос, Ямайка, Коста Рика, Салвадор, Гренада, Гватемала, Хондурас, Никарагуа, Панама, Суринам, Тринидад и Тобаго | - Мексико (посолство) | Милислав Паич                                                                                |
| САЩ | - Вашингтон (посолство) - Чикаго (генерално консулство) - Ню Йорк (генерално консулство) | Владимир Петрович Деско Никитович Бранко Радосевич                                           |
| | Южна Америка |                                                                                              |
| Държава | Дипломатическо представителство | Ръководител                                                                                  |
| Аржентина, и за Парагвай, Уругвай и Чили | - Буенос Айрес (посолство) | Гордана Видович                                                                              |
| Бразилия, и за Венецуела, Гаяна и Колумбия | - Бразилия (посолство) | Душан Гайч                                                                                   |
| Перу, и за Боливия и Еквадор | - Лима (посолство) | Горан Месич                                                                                  |
| | Близък изток |                                                                                              |
| Държава | Дипломатическо представителство | Ръководител                                                                                  |
| Иран | - Техеран (посолство) | Фахрудин Мекич                                                                               |
| Ирак | - Багдад (посолство) | Драган Пьесивач                                                                              |
| Израел | - Тел Авив (посолство) | Биляна Вучкович-Леар                                                                         |
| Йордания | - Аман (посолство) | ТБА                                                                                          |
| Кувейт, и за Бахрейн, Йемен, Катар, ОАЕ, Оман и Саудитска Арабия                                                                                      | - Кувейт (посолство) | Златан Малтарич                                                                              |
| Сирия, и за Ливан | - Дамаск (посолство) | Миодраг Мишич                                                                                |
| Турция | - Анкара (посолство) - Истанбул (генерално консулство) | Владимир Чургус Драган Маркович                                                              |
| | Африка |                                                                                              |
| Държава | Дипломатическо представителство | Ръководител                                                                                  |
| Алжир, и за Гвинея, Гвинея Бисау, Мали | - Алжир (посолство) | Владимир Хохут                                                                               |
| Ангола, и за Р Конго, ДР Конго, Габон | - Луанда (посолство) | Бранко Николич                                                                               |
| Египет, и за Судан | - Кайро (посолство) | Деян Василевич                                                                               |
| Етиопия, и за Бурунди, Джибути, Кения, Руанда, Танзания, Сейшелите и Уганда                                                                           | - Адис Абеба (посолство) | Александър Ристич                                                                            |
| Кения | - Найроби (посолство) | Саса Март                                                                                    |
| Либия, и за Чад | - Триполи (посолство) | Душан Симеонович                                                                             |
| Мароко, и за Сенегал | - Рабат (посолство) | Станислав Стакич                                                                             |
| Нигерия, и за Гана и Камерун | - Абуджа (посолство) | Драган Мраович                                                                               |
| ЮАР, и за Зимбабве, Лесото, Малави, Мозамбик, Намибия и Свазиленд                                                                                     | - Претория (посолство) | Ясмина Станкович-Таратак                                                                     |
| Тунис | - Тунис (посолство) | Иван Кандияс                                                                                 |
| Замбия | - Лусака (посолство) | Мирко Манойлович                                                                             |
| | Азия |                                                                                              |
| Държава | Дипломатическо представителство | Ръководител                                                                                  |
| Китай, и за Монголия и Пакистан | - Пекин (посолство) - Шанхай (генерално консулство) | Миомир Удовички Ненад Джорджевич                                                             |
| Индия, и за Афганистан, Бангладеш, Бутан, Малдиви, Непал и Шри Ланка                                                                                  | - Ню Делхи (посолство) | Наташа Джорджевич                                                                            |
| Индонезия, и за Бруней, Виетнам, Камбоджа, Източен Тимор, Малайзия, Филипините, Сингапур, Тайланд                                                     | - Джакарта (посолство) | Зоран Казазович                                                                              |
| Япония | - Токио (посолство) | Иван Мъркич                                                                                  |
| Южна Корея | - Сеул (посолство) | Зоран Велич                                                                                  |
| Мианма, и за Лаос | - Янгон (посолство) | Драган Янекович                                                                              |
| | Океания |                                                                                              |
| Държава | Дипломатическо представителство | Ръководител                                                                                  |
| Австралия, и за Вануату, Нова Зеландия, Папуа Нова Гвинея, Самоа, Тонга, Фиджи                                                                        | - Канбера (посолство) - Сидни (генерално консулство) | Лепша Щулич Александър Бесарабич                                                             |
| | Международни организации |                                                                                              |
| Организация | Дипломатическо представителство | Ръководител                                                                                  |
| ООН и ОССЕ | - Виена | Мирослава Бехам                                                                              |
| ЕС | - Брюксел | Роксанда Нинчич                                                                              |
| Съвет на Европа | - Страсбург | Драгана Филипович                                                                            |
| ЮНЕСКО | - Париж | Зорица Томис                                                                                 |
| ООН, и за някои държави | - Ню Йорк | Феодор Старчевич                                                                             |
| ООН | - Женева | Слободан Вукчетич                                                                            |
| НАТО | - Брюксел | Бранислав Милинкович                                                                         |

## Извори
1. ↑  Дипломатически и консулски представителства на Република Сърбия
2. ↑  Vlada zatvara konzulate u Gracu i Malmeu ((sr))
3. ↑  Srbija otvara konzulat u Kninu[неработеща препратка] ((sr))
4. ↑  www.b92.net //    Архивиран от оригинала на 2009-08-08. Посетен на 2009-09-20.
5. ↑  Jeremić: Prvo Kosovo pa evropske integracije ((sr))
6. ↑  Očuvanje Kosova i EU ostaju na dva koloseka ((sr))
7. ↑  Dačić: Srbija će uspostaviti policijske atašee
8. ↑  Novi konzulati u Crnoj Gori i Hrvatskoj
9. ↑  Press release following Cabinet meeting[неработеща препратка] ((en))
10. ↑  Saopštenje: Sjednica Vlade RCG[неработеща препратка] (на черногорски)
11. ↑  MEMORANDUM ON SERVICES TO MONTENEGRIN CITIZENS TAKES EFFECT Архив на оригинала от 2011-07-27 в Wayback Machine. ((en))
12. ↑  Посолство на Сърбия в Албания
13. ↑  Посолство на Сърбия в Австрия
14. ↑  Генерално консулство на Сърбия в Залцбург
15. ↑  Посолство на Сърбия в Беларус //    Архивиран от оригинала на 2009-08-27. Посетен на 2009-09-20.
16. ↑  Посолство на Сърбия в България
17. ↑  Посолство на Република Сърбия на страницата МВнР на Република България
18. ↑  Посолство на Сърбия в Хърватия //    Архивиран от оригинала на 2021-03-23. Посетен на 2009-09-20.
19. ↑   Генерално консулство на Сърбия в Риека, архив на оригинала от 8 юли 2008, https://web.archive.org/web/20080708160217/http://www.konzulat-srbije-rijeka.hr/index.php?strana=naslovne, посетен на 20 септември 2009
20. ↑  Генерално консулство на Сърбия в Вуковар
21. ↑   Посолство на Сърбия в Кипър, архив на оригинала от 22 април 2016, https://web.archive.org/web/20160422094559/http://www.serbia.org.cy/, посетен на 20 септември 2009
22. ↑  Посолство на Сърбия във Финландия
23. ↑   Посолство на Сърбия във Франция, архив на оригинала от 19 август 2007, https://web.archive.org/web/20070819231903/http://www.amb-serbie.fr/code/navigate.php?Id=2, посетен на 20 септември 2009
24. ↑  Посолство на Сърбия в Германия
25. ↑   Генерално консулство на Сърбия в Дюселдорф, архив на оригинала от 24 февруари 2008, https://web.archive.org/web/20080224070436/http://www.konzulati-rs.de/diseldorf.html, посетен на 20 септември 2009
26. ↑   Генерално консулство на Сърбия във Франкфурт на Майн, архив на оригинала от 19 септември 2008, https://web.archive.org/web/20080919074943/http://www.konzulati-rs.de/frankfurt.html, посетен на 20 септември 2009
27. ↑   Генерално консулство на Сърбия в Хамбург, архив на оригинала от 16 септември 2008, https://web.archive.org/web/20080916162526/http://www.konzulati-rs.de/hamburg.html, посетен на 20 септември 2009
28. ↑   Генерално консулство на Сърбия в Мюнхен, архив на оригинала от 15 септември 2008, https://web.archive.org/web/20080915095150/http://www.konzulati-rs.de/minhen.html, посетен на 20 септември 2009
29. ↑   Генерално консулство на Сърбия в Щутгарт, архив на оригинала от 19 юли 2008, https://web.archive.org/web/20080719053930/http://www.konzulati-rs.de/stutgart.html, посетен на 20 септември 2009
30. ↑  Посолство на Сърбия в Гърция
31. ↑   Генерално консулство на Сърбия в Солун, архив на оригинала от 25 февруари 2008, https://web.archive.org/web/20080225100815/http://www.consulatesrb.gr/, посетен на 20 септември 2009
32. ↑  Посолство на Сърбия в Унгария
33. ↑   Посолство на Сърбия в Македония, архив на оригинала от 13 юли 2007, https://web.archive.org/web/20070713114706/http://www.scgembassy.org.mk/, посетен на 20 септември 2009
34. ↑  Посолство на Сърбия в Холандия //    Архивиран от оригинала на 2015-05-12. Посетен на 2009-09-20.
35. ↑   Посолство на Сърбия в Норвегия, архив на оригинала от 23 септември 2017, https://web.archive.org/web/20170923071646/http://serbianembassy.no/, посетен на 20 септември 2009
36. ↑   Посолство на Сърбия в Португалия, архив на оригинала от 23 юни 2009, https://web.archive.org/web/20090623072414/http://www.embaixadaservia.pt/index_pt.html, посетен на 20 септември 2009
37. ↑   Посолство на Сърбия в Румъния, архив на оригинала от 6 август 2007, https://web.archive.org/web/20070806111334/http://www.ambasadascg.ro/, посетен на 20 септември 2009
38. ↑   Генерално консулство на Сърбия в Тимишоара, архив на оригинала от 3 септември 2009, https://web.archive.org/web/20090903181138/http://www.consulatulgeneral-serbia.ro/, посетен на 20 септември 2009
39. ↑  Посолство на Сърбия в Словакия
40. ↑  Посолство на Сърбия в Словения
41. ↑   Посолство на Сърбия в Испания, архив на оригинала от 19 ноември 2014, https://web.archive.org/web/20141119133439/http://www.embajada-serbia.es/, посетен на 20 септември 2009
42. ↑  Посолство на Сърбия в Швейцария
43. ↑  Посолство на Сърбия във Великобритания //    Архивиран от оригинала на 2021-02-27. Посетен на 2009-09-20.
44. ↑   Посолство на Сърбия в Канада, архив на оригинала от 19 август 2007, https://web.archive.org/web/20070819135314/http://www.serbianembassy.ca/, посетен на 20 септември 2009
45. ↑  Генерално консулство на Сърбия в Торонто //    Архивиран от оригинала на 2008-04-17. Посетен на 2009-09-20.
46. ↑   Посолство на Сърбия в САЩ, архив на оригинала от 6 ноември 2017, https://web.archive.org/web/20171106204756/http://www.serbiaembusa.org/, посетен на 20 септември 2009
47. ↑   Генерално консулство на Сърбия в Чикаго, архив на оригинала от 5 юли 2008, https://web.archive.org/web/20080705113208/http://www.scgchicago.org/english/home.htm, посетен на 20 септември 2009
48. ↑  Генерално консулство на Сърбия в град Ню Йорк //    Архивиран от оригинала на 2009-10-14. Посетен на 2009-09-20.
49. ↑   Посолство на Сърбия в Бразилия, архив на оригинала от 3 юли 2007, https://web.archive.org/web/20070703221019/http://paginas.terra.com.br/noticias/embaixadaservia/, посетен на 20 септември 2009
50. ↑   Посолство на Сърбия в Израел, архив на оригинала от 25 февруари 2012, https://web.archive.org/web/20120225162412/http://www.embassyserbia.co.il/Eng/IndexEng.htm/, посетен на 20 септември 2009
51. ↑  Посолство на Сърбия в Сирия
52. ↑  Посолство на Сърбия в Алжир //    Архивиран от оригинала на 2009-02-23. Посетен на 2009-09-20.
53. ↑   Посолство на Сърбия в Египет, архив на оригинала от 1 март 2009, https://web.archive.org/web/20090301031336/http://www.serbiaeg.com/, посетен на 20 септември 2009
54. ↑  Посолство на Сърбия в Кения //    Архивиран от оригинала на 2018-08-11. Посетен на 2009-09-20.
55. ↑  Посолство на Сърбия в Южноафриканската република
56. ↑   Посолство на Сърбия в Китай, архив на оригинала от 5 ноември 2012, https://web.archive.org/web/20121105061243/http://www.embserbia.cn/, посетен на 20 септември 2009
57. ↑  Посолство на Сърбия в Япония //    Архивиран от оригинала на 2015-11-26. Посетен на 2009-09-20.
58. ↑   Посолство на Сърбия в Р Корея, архив на оригинала от 19 август 2007, https://web.archive.org/web/20070819085209/http://www.embserb.or.kr/main_en.html, посетен на 20 септември 2009